# Paz de Westfalia
El término de Paz de Westfalia se refiere a los dos tratados de paz de Osnabrück y Münster, firmados el 24 de octubre de 1648, este último en la Sala de la Paz del Ayuntamiento de Münster, en la región histórica de Westfalia, con los cuales finalizó la guerra de los Treinta Años en Alemania y la guerra de los Ochenta Años entre España y los Países Bajos. En estos tratados participaron el emperador del Sacro Imperio Romano Germánico (Fernando III de Habsburgo), la Monarquía Hispánica, los reinos de Francia y Suecia, las Provincias Unidas (Países Bajos) y sus respectivos aliados entre los príncipes del Sacro Imperio Romano Germánico.
La Paz de Westfalia dio lugar al primer congreso diplomático moderno e inició un nuevo orden en Europa central basado en el concepto de soberanía nacional. Varios historiadores asignan una importancia capital a este acto, pues en Westfalia se estableció el principio de que la integridad territorial es el fundamento de la existencia de los estados, frente a la concepción feudal, de que territorios y pueblos constituían un patrimonio hereditario. Por esta razón, marcó el nacimiento del Estado nación.
Hasta la instauración de la Confederación del Rin en 1806, las reglas de Westfalia pasaron a formar parte de las leyes constitucionales del Sacro Imperio Romano. Las garantías del Tratado fueron asumidas por los países fronterizos con el Sacro Imperio: Francia y Suecia. Sin su autorización no podía cambiarse ninguna disposición. Así, los alemanes, que vivían en más de 300 estados independientes, solo podían fusionarse con otro estado si contaban con la aprobación de Suecia y Francia.

## Efectos en los países implicados
Sacro Imperio Romano Germánico: en 1640, después de casi 30 años, se volvió a reunir la Dieta Imperial. Esta fue aprovechada por los Estados del Imperio para acusar al emperador Fernando III de Habsburgo de sobrevalorar a España, mientras Suecia y especialmente Francia presionaban en el mismo sentido, para deshacer la colaboración de las dos casas Habsburgo.
Para debilitar al Sacro Imperio Romano Germánico, la principal autoridad transnacional de la época, se proclamó la primacía de los Estados alemanes frente a poderes externos, como el emperador o el papa. Para el Sacro Imperio, la Paz de Westfalia supuso la pérdida de poder real del emperador y una mayor autonomía de los más de 300 estados resultantes.
El príncipe elector de Brandeburgo, uno de los protestantes más influyentes, fue beneficiado por el apoyo de Francia. Esta, empeñada en debilitar al emperador, permitió a Brandeburgo hacerse con territorios adyacentes. Obtuvo Halberstadt y Minden, por el Tratado de Stettin la Pomerania Central y el Ducado de Magdeburgo en 1680. Paradójicamente, Prusia, nacida en 1701 a partir de la fusión de Brandeburgo y el Ducado de Prusia, llegaría a ser uno de los peores enemigos de Francia.
Baviera: mantiene la dignidad electoral y el Alto Palatinado.

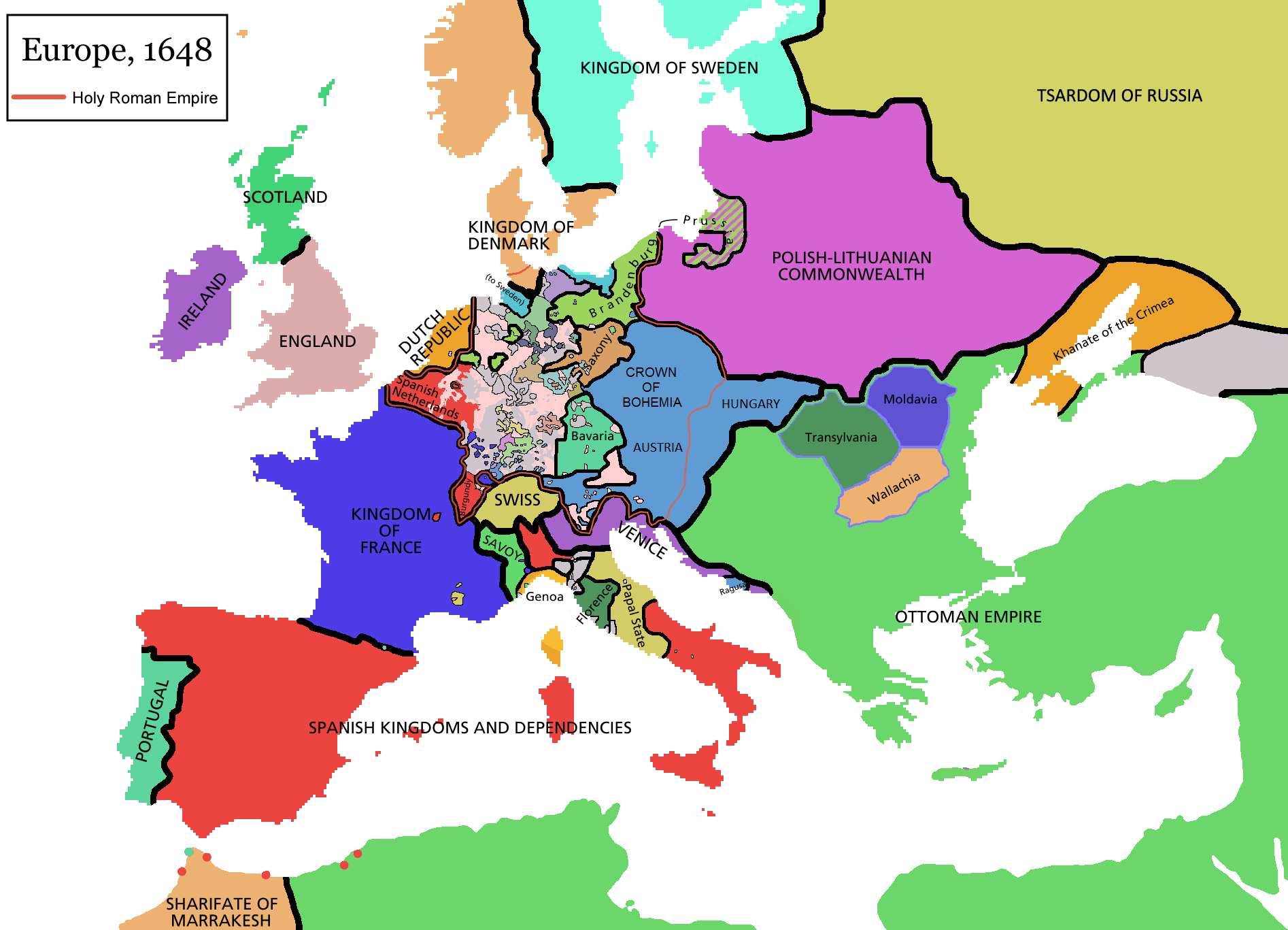
Un mapa simplificado de Europa después de la Paz de Westfalia en 1648 (incluye algunas fronteras derivadas de la Paz de los Pirineos de 1659).

Francia: uno de los principales negociadores fue el cardenal Mazarino, ministro principal de Francia desde 1643. Esta fue la gran beneficiada de la Paz de Westfalia. Por un lado, se reducía el poder de su gran adversario continental, el Imperio español, y por otro se expandía hacia el este con el reconocimiento de la anexión de Metz, Toul y Verdún (ocupadas en 1552), Breisach, Philippsburg y de gran parte de Alsacia (como Belfort, Condado de Ferrette, el Sudgau y la cuarenta villas imperiales del Landvogtei de Haguenau). La Decápolis y la ciudad imperial de Estrasburgo quisieron mantener su independencia, lo que supuso nuevas guerras entre el Imperio español y Francia. Desde el 30 de septiembre de 1681, con la anexión francesa de Estrasburgo. Toda Alsacia, salvo las posesiones de Lorena (Sarre-Union y Sarrewerden hasta 1766), el Principado de Salm (hasta 1793), de Nassau-Saarbrücken (Altwiller, Burbach, Diedendorf, Eywiller, Gœrlingen, Kirrberg y Rauwiller hasta 1793) y Mulhouse (hasta 1798), estaría en poder francés. Las condiciones desmesuradas que exigía el cardenal Mazarino provocaron la continuación de la guerra hispano-francesa hasta la Paz de los Pirineos (1659). Una vez finalizada la guerra franco-española (1635-1659). Francia se convirtió en la potencia hegemónica de Europa.
Países Bajos: la intención inicial del emperador era incluir a España en la Paz, pero las presiones de Francia lograron su neutralidad en la guerra entre ambas naciones pirenaicas. A pesar de los esfuerzos de Francia por aislar a España, esta firmó la paz con las Provincias Unidas de los Países Bajos en junio de 1648, reconociendo su independencia. Esta independencia era un hecho desde que en 1609, durante el reinado de Felipe III, se firmara la Tregua de los Doce Años. Los Países Bajos españoles, que no buscaban la independencia, continuaron perteneciendo a la monarquía española hasta principios del siglo XVIII.
España: hasta el reinado de Felipe III España se había mantenido como la principal potencia de Europa. Con Felipe IV ya se empiezan a ver signos claros de la decadencia, que quedan patentes tras la Paz de Westfalia. En concreto, como se ha explicado en el párrafo anterior, se tiene que reconocer de iure la independencia de las Provincias Unidas de los Países Bajos y queda rota la comunicación por tierra entre el norte de Italia y Bélgica (el Camino Español) al controlar de hecho Francia el territorio de Lorena y el sur de Alsacia.
Suecia: consiguió una posición hegemónica en el mar Báltico, que mantuvo durante décadas. Obtuvo gran parte de Pomerania (repartida con Brandeburgo en el Tratado de Stettin), Wismar, Bremen-Verden, Neukloster y la isla de Poel lo que le permitió participar en la Dieta Imperial.
Dinamarca: tras diversas batallas perdidas, fundamentalmente contra Suecia, se vio obligada a firmar la paz con esta en 1645. Dinamarca perdió muchas de sus posesiones en el Báltico y Escandinavia.
Suiza: la Confederación Suiza fue reconocida de facto como un país independiente del Sacro Imperio Romano Germánico.

### Políticas
La Paz de Westfalia supuso modificaciones en las bases del derecho internacional, con cambios importantes encaminados a lograr un equilibrio europeo que impidiera a unos Estados imponerse a otros. Los efectos de la Paz de Westfalia se mantuvieron hasta las guerras y revoluciones nacionalistas del siglo XIX.
Este tratado supuso la desintegración de la república cristiana y el imperialismo de Carlos V, y además se propugnaron principios como el de la libertad religiosa «inter estados». Así, cada Estado adoptaba como propia y oficial la religión que tenía en aquel momento, lo cual es visto como una concesión católica a los nuevos cismas que, como origen político, habían roto Europa.

Mapa del Sacro Imperio en 1648.

Frente a la visión española y del Sacro Imperio Romano Germánico de una universitas christiana, triunfaron las ideas francesas que exaltaban la «razón de Estado» como justificación de la actuación internacional. El Estado sustituía a otras instituciones internacionales o transnacionales como la máxima autoridad en las relaciones internacionales. En la práctica, esto suponía que el Estado dejaba de estar sujeto a normas morales externas a él mismo. Cada Estado tenía derecho a aquellas actuaciones que asegurasen su engrandecimiento.
Consecuencias de la Paz de Westfalia fueron la aceptación del principio de «soberanía territorial», el principio de no injerencia en asuntos internos y el trato de igualdad entre los Estados independientemente de su tamaño o fuerza. En la práctica, las cosas fueron algo diferentes y el resultado muy desigual para los diferentes Estados. Algunos Estados pequeños fueron absorbidos por Francia, acabaron perdiendo su identidad asimilados por la cultura mayoritaria y ya no dejaron de ser parte de ella. Por otro lado, a los Estados que formaban parte del Sacro Imperio se les reconoció una autonomía mucho mayor de la que ya tenían.

### Religiosas
El otro gran perjudicado fue el papado, que dejó definitivamente de ejercer un poder temporal significativo en la política europea.
La Paz de Westfalia supuso el fin de los conflictos militares aparecidos como consecuencia de la Reforma Protestante y la Contrarreforma. Desde los tiempos de Martín Lutero, las guerras europeas se desencadenaban tanto por motivos geopolíticos como religiosos. Tras la Paz de Westfalia, la religión dejó de ser esgrimida como casus belli. A pesar de las disposiciones que intentaban una convivencia religiosa, la intransigencia obligó en la práctica a exiliarse a los que no adoptaban la del gobernante.

## Extracto del Tratado de Paz de Westfalia

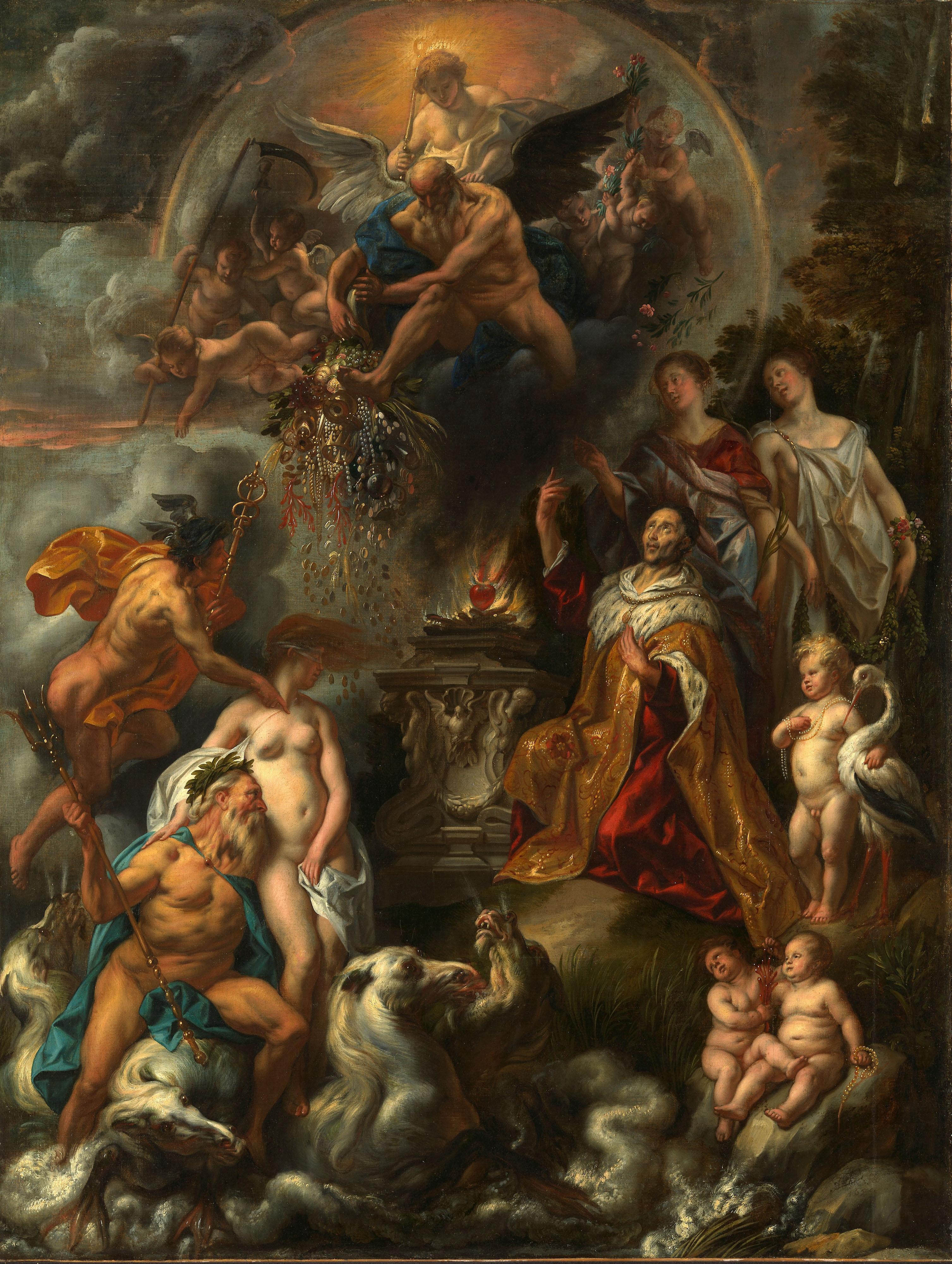
Alegoría de la Paz de Westfalia, por Jacob Jordaens.

El párrafo introductorio del Tratado de Paz resume el proceso de las negociaciones, enumera las partes implicadas y enumera también los representantes y plenipotenciarios enviados por los Estados firmantes. A continuación el título primero habla sobre el espíritu del acuerdo:

"Habrá una paz cristiana y universal y una amistad sincera, auténtica y perpetua entre [...] todos y cada uno [...]. Que esta paz y amistad sea observada y cultivada con tal sinceridad y celo, que cada parte se esforzará en procurar el beneficio, honor y ventaja del otro [...]." (título 1º).

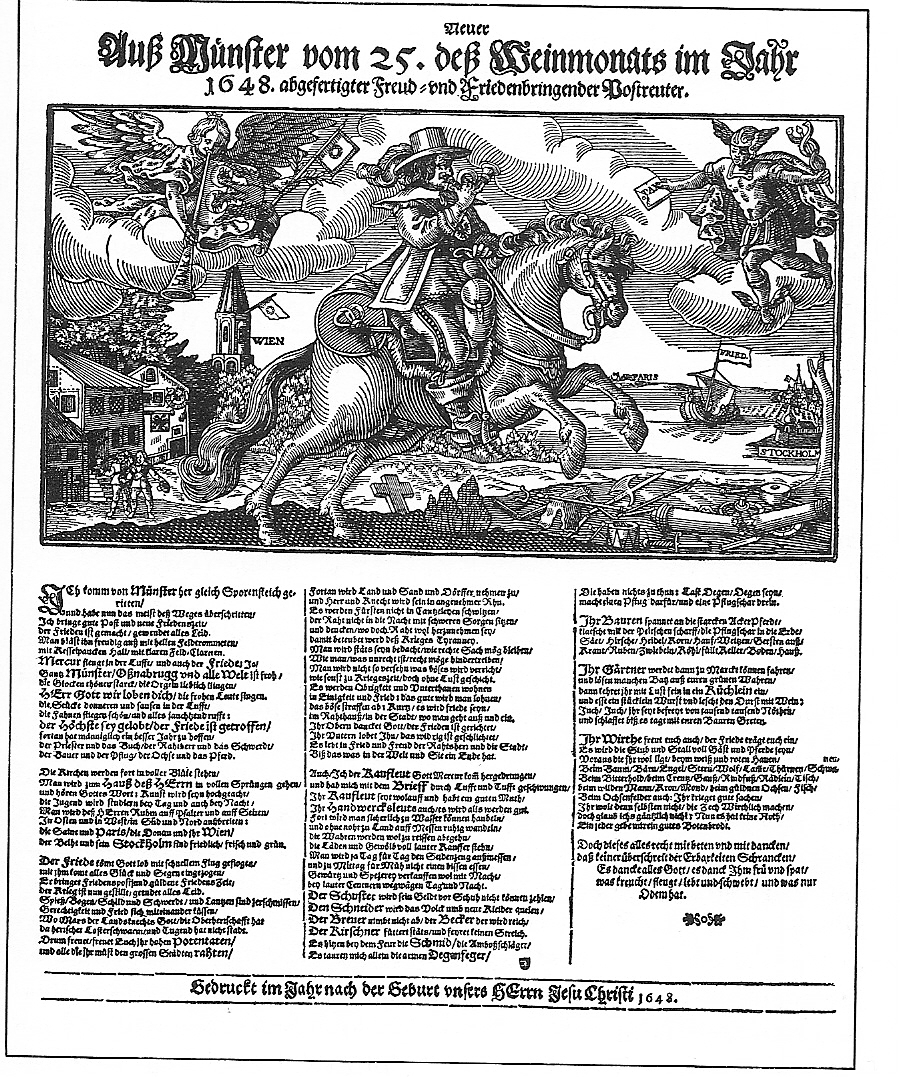
Una octavilla de la Paz de Westfalia de 1648.

Se declara un perdón general a los Estados e, incluso, el olvido de las deudas de guerra:

"Habrá en un lado y en el otro un olvido perpetuo, amnistía o perdón de todo lo que ha sido cometido desde el inicio de estos problemas [...]; todo lo que ha pasado en un lado y en el otro [...], daños y gastos [...], serán enterrados en el olvido eterno." (título 2º).

Entre los títulos 4.º a 10.º se tratan diversos asuntos preliminares (sobre el Círculo de Borgoña, Lorena, la amnistía, la no injerencia en la guerra hispano-francesa) con el fin de poder establecer la paz:

"Que el Círculo de Borgoña será y continuará siendo un miembro del Imperio, después de que las disputas entre Francia y España terminen. Que, sin embargo, ni el emperador, ni ninguno de los Estados del Imperio, se implicará en las guerras que hay ahora en pie entre ellos [...]." (título 4º).

Los títulos 11.º al 64.º tratan in extenso y minuciosamente sobre restitución de derechos y privilegios, la soberanía de los Estados del imperio, sus libertades, etc. En general los Estados del Imperio fueron confirmados en sus límites territoriales de 1618, mientras que la distribución territorial de las distintas confesiones cristianas se efectuó a partir de la situación de 1624:

"Aquellos de la confesión de Habsburgo [...] serán puestos en posesión otra vez de sus iglesias y estados eclesiásticos, como era en el año 1624, como también que todos los otros de la dicha confesión de Habsburgo que lo demanden, tendrán el ejercicio libre de su religión, así en iglesias públicas a las horas convenidas, como en sus propias casas privadas o en otras elegidas para este propósito [...]." (título 28º).

"Todos los oficiales, así como militares, consejeros, togados [...], con sus mujeres, hijos, herederos [...] serán restaurados por todas las partes en su estado de vida, honor, renombre, libertad de consciencia, derechos y privilegios que disfrutaron antes de los desórdenes arriba mencionados [...]." (título 43º).

"[...] los Estados que hayan sido tomados por las armas por Francia o Suecia [...] serán retornados a la situación en que se encuentran y eso sin ninguna compensación por provecho o daño." (título 45º).

En ellos se declara que cada Estado debería decidir qué cristianismo adopta como religión de estado:

"y puesto que para la mayor tranquilidad del Imperio, en su asamblea general de paz, se ha hecho un acuerdo [...] referente a las diferencias sobre tierras eclesiásticas y la libertad de ejercicio de la religión, se ha encontrado oportuno confirmarlo y ratificarlo por el presente tratado [...]" (título 49º).

Y también se establece la independencia total de Suiza:

"[...] la ciudad de Basilea y otros cantones suizos sean como si estuviesen en posesión de su completa libertad y exención del Imperio; de manera que no están bajo ningún concepto sujetos a las judicaturas o juicios del Imperio [...]". (título 63.º).

Los títulos 65.º a 67.º del acuerdo de paz traen como consecuencia la desaparición de la autoridad real del Emperador:

"[...] todos y cada uno de los Electores, Príncipes y Estados del Imperio Romano son así establecidos y confirmados en sus antiguos derechos, prerrogativas, libertades [...], ejercicio libre de derechos eclesiásticos [...]." (título 64º).

"Disfrutarán sin contradicción el derecho de sufragio en todas las deliberaciones referentes a los asuntos del Imperio [...] serán libres perpetuamente de establecer alianzas con extranjeros para su preservación y seguridad [...]." (título 65.º).

Los títulos 68.º a 91.º son los acuerdos que afectan a diversos estados del Imperio (cesión de territorios a Francia y Suecia, libertad de comercio y de tránsito, devoluciones, etc).

"[...] Que el dominio principal, derecho de soberanía, y todos los otros derechos sobre los arzobispados de Metz, Toul y Verdún, y sobre las ciudades de ese nombre y sus diócesis, particularmente sobre Mayenvick [...] pertenecerán en el futuro a la corona de Francia y serán irrevocablemente incorporados allí por siempre [...]." (título 71º).

"[...] Que para el futuro, el comercio y el transporte serán libres para los habitantes a ambos lados del Rin y las provincias adyacentes. Sobre todo, la navegación del Rin será libre [...] y no será permitido imponer sobre el Rin nuevos y no deseados peajes, aduanas, tasas, [...] pero una y otra parte se contentarán con los tributos, derechos y peajes que eran pagados antes de estas guerras [...]." (título 89º).

A continuación vienen los títulos que afectan a Francia:

"Que el Rey Cristianísimo (Luis XIII de Francia) estará obligado a abandonar no sólo los obispados de Estrasburgo y Basilea, con la ciudad de Estrasburgo, sino también los otros Estados u órdenes, abades de Murbach y Luederen, quienes están en una y otra Alsacia, inmediatamente dependientes del Imperio Romano; la abadesa de Andlavien, el monasterio de San Bennet en el valle de San Jorge [...]." (título 92º).

A partir del título 104.º vienen las disposiciones de entrada en vigor y la conclusión:

"Los plenipotenciarios de todas las partes acordarán entre ellos, entre la conclusión y la ratificación de la paz, sobre los modos, tiempos y seguridades que se tomarán para la restitución de los lugares y para el desmantelamiento de tropas [...]." (título 105º).

"En testimonio de todas y cada una de estas cosas, y para su mayor validez, los embajadores de sus majestades Imperial y Cristianísima, y los representantes, en el nombre de todos los Electores, Príncipes, y Estados del Imperio, enviados particularmente para este fin [...] con sus propias manos y sellos han firmado y sellado este presente Tratado de Paz, [...] y eso con la condición de que por la suscripción de los embajadores y representantes arriba mencionados, todos y cada uno de los otros Estados que se abstengan de firmar y ratificar el presente tratado, estarán no menos obligados a mantener y observar lo que se contiene en este presente Tratado de Pacificación, que si lo hubiesen suscrito y ratificado [...].

Hecho, aceptado y concluido en Münster en Westfalia, el día 24 de octubre, 1648." (título 128º).